# Tirachoidea cantori
Tirachoidea cantori är en insektsart som först beskrevs av John Obadiah Westwood 1859.  Tirachoidea cantori ingår i släktet Tirachoidea och familjen Phasmatidae. Inga underarter finns listade i Catalogue of Life.